# Obwodnica

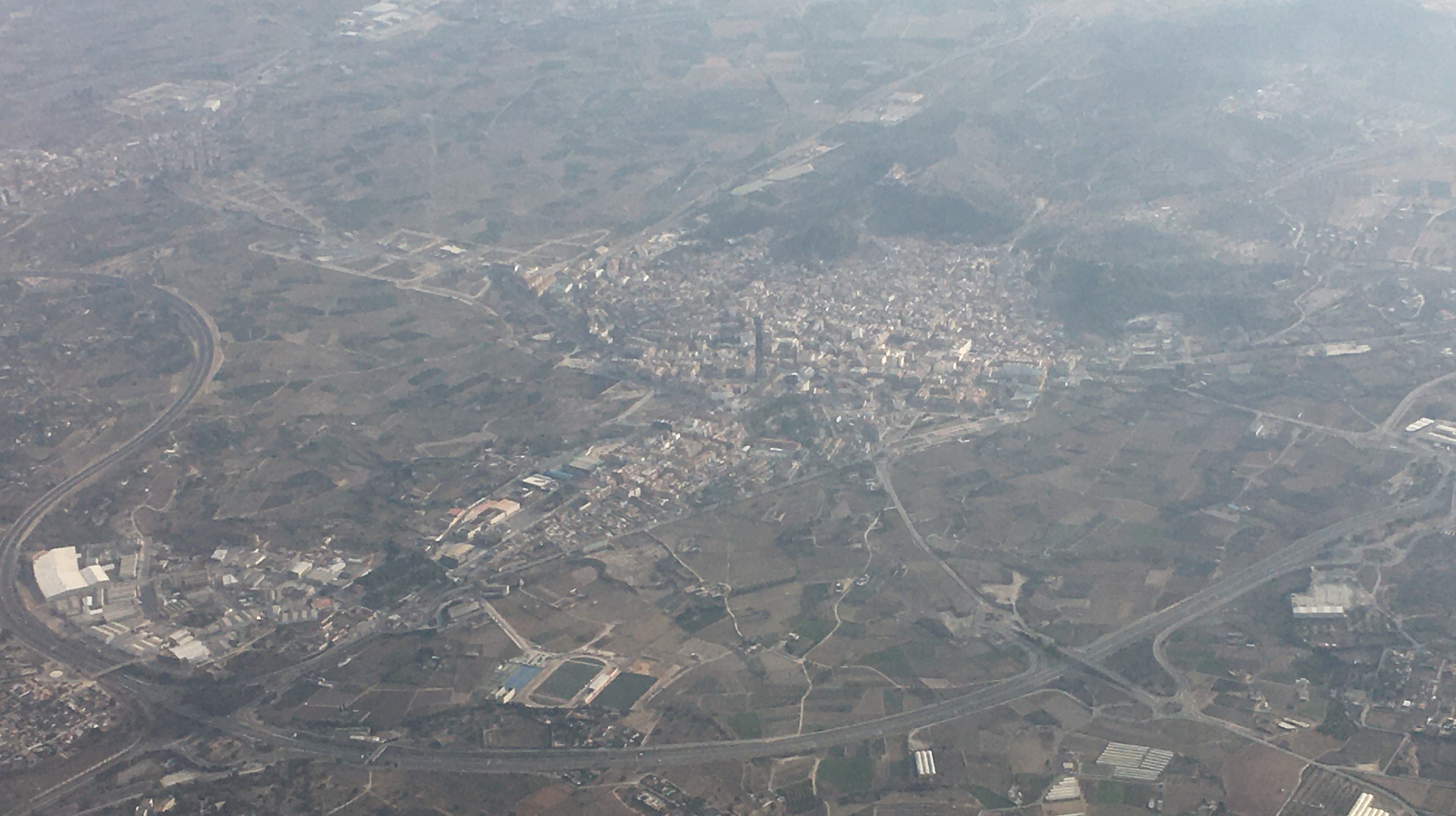
Widok z lotu ptaka na Llírię, widoczna obwodnica wokół miasta

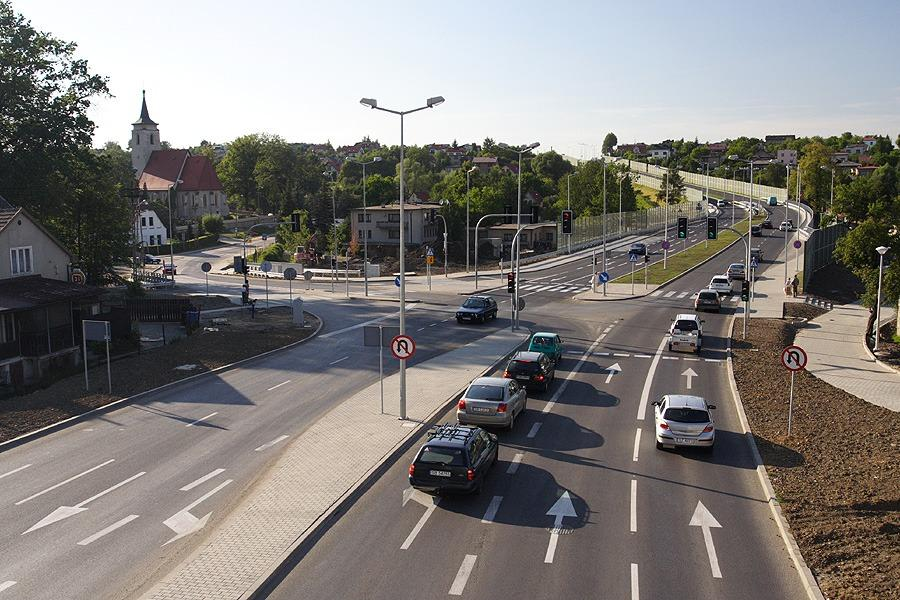
Śródmiejska Obwodnica Zachodnia w Bielsku-Białej

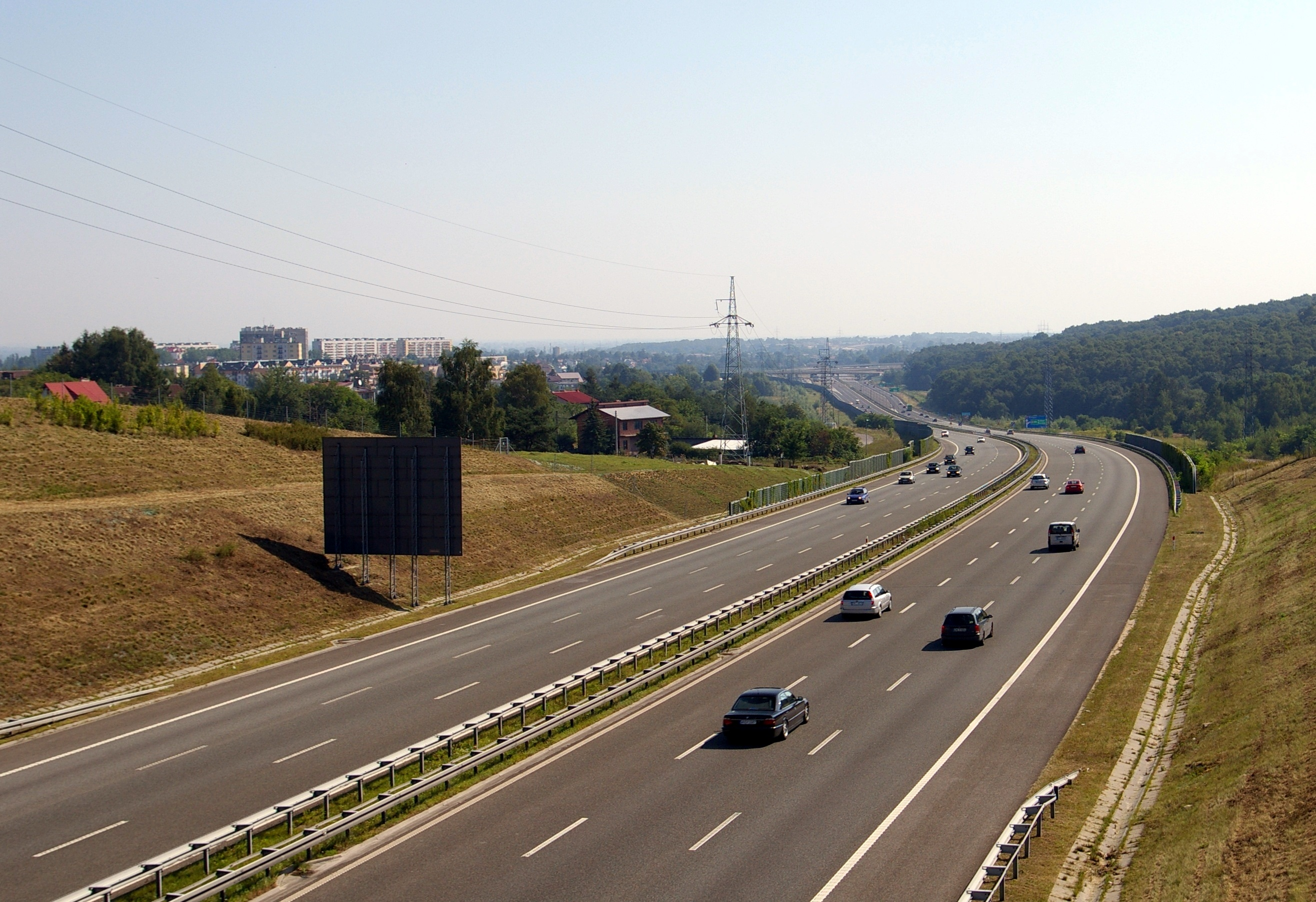
IV obwodnica Krakowa

Obwodnica – droga prowadząca wokół części lub całego miasta.
Umożliwia pojazdom ominięcie pewnego obszaru miejskiego i odciążenie jego ulic z tranzytowego ruchu międzymiastowego, międzydzielnicowego lub międzyosiedlowego.
Obwodnice dzielą się na 3 rodzaje:
- śródmiejskie – omijające ścisłe centrum miasta (np. II obwodnica Krakowa)
- miejskie – przechodzące obrzeżami miasta i służące do sprawnego ruchu międzydzielnicowego i aglomeracyjnego (np. Wschodnia obwodnica GOP, Śródmiejska Obwodnica Zachodnia w Bielsku-Białej)
- pozamiejskie – przechodzące poza miejską aglomeracją i służące dla tranzytu dalekobieżnego (np. IV obwodnica Krakowa, Berliner Ring)